# Molonou
Molonou est une localité du département de Tiébissou, ville Baoulé, au centre de la Côte d'Ivoire, située dans la région des Lacs. La localité de Molonou est un chef-lieu de commune.